# المجازر
قرية المجازر هي إحدى القرى التابعة لمركز منيا القمح في محافظة الشرقية في جمهورية مصر العربية. حسب إحصاءات سنة 2006، بلغ إجمالي السكان في المجازر 2937 نسمة، منهم 1533 رجل و1404 امرأة.